# Torre del Porto di Tricase
Torre del Porto di Tricase era una torre costiera del Salento situata nella località di Tricase Porto nel comune di Tricase, in provincia di Lecce.
La torre, costruita da Carlo V nel 1532, sorgeva a nord dell'insenatura del porto, sulla punta denominata Pizzo Cannone. Venne bombardata nel 1806 dagli inglesi e al suo posto fu posizionato un cannone, di cui non rimane traccia.
Comunicava visivamente a nord con Torre del Sasso e a sud con Torre Palane.